# Bahnradsport-Weltmeisterschaften 1961

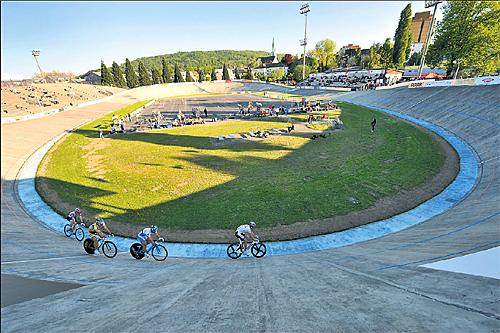
Die Radrennbahn in Zürich-Oerlikon

Die Bahnradsport-Weltmeisterschaften 1961 fanden vom 27. August bis 13. September 1961 auf der Radrennbahn Zürich-Oerlikon statt.
Vor Beginn der WM kam es zu einem „Flaggenstreit“: Der gastgebende Verband, der Schweizer Radfahrer-Bund (SRB), hatte verfügt, dass bei Siegerehrungen keine Flaggen gehisst sowie keine Nationalhymnen gespielt werden sollten. Beim einleitenden Kongress der Union Cycliste Internationale (UCI) kam es deshalb zu heftigen Diskussionen, weil sich insbesondere die Staaten des Ostblocks gegen diese Regelung wandten; die Schweizer blieben jedoch bei ihrer Entscheidung.
Da es in der Vergangenheit öfter zu Fehlentscheidungen von Wettkampfrichtern gekommen war, war inzwischen die Verwendung eines Zielfilms vorgeschrieben. Zudem wurde bei dieser WM in der Schweiz erstmals eine automatische Zeitmessung, von Longines, eingesetzt.
Bei den Profi-Stehern wurde der Dortmunder Karl-Heinz Marsell trotz einiger Widrigkeiten Weltmeister: Beim Training hatte sein Schrittmacher August Meuleman Probleme mit dem Motorrad. Es stellte sich heraus, dass es sabotiert worden war, indem jemand Pfefferminzbonbons in den Benzintank geworfen hatte. Ab sofort wurden Meulemans' Maschinen in der Hotelgarage eingeschlossen. Zudem kritisierte der Berichterstatter im Vorfeld, der Deutsche Meister habe sich „mal wieder“ [...] „zehn Glas Bier hinter die Binde“ gegossen. Beim Finallauf kam es zu einem aufsehenerregenden Vorfall: Der dreifache belgische Steher-Weltmeister Adolph Verschueren, der sich über eine vermeintliche Behinderung geärgert hatte, drohte mit der Faust, verließ die Rolle seiner Führungsmaschine und fuhr im Zickzack über die Bahn: ein lebensgefährliches Manöver für alle anderen Fahrer und Schrittmacher. Den Kommissären, den früheren Weltmeistern Victor Linart und Georges Paillard, gelang es nur mit Mühe, ihn von der Bahn zu holen. Später war er noch in Raufereien im Innenraum verwickelt.
Aufsehen erregte auch ein Vorfall um den Schweizer Steher Fritz Gallati: Während des Rennens erlitt er einen Zusammenbruch und musste notfallmässig im Spital behandelt werden. Grund waren die Spritzen mit Amphetamin, die ihm die Betreuer vor dem Rennen injiziert hatten. Er wurde des Dopingvorwurfs nachträglich freigesprochen, da er nicht wusste, dass die Spritzen Amphetamine enthielten. Ein Pfleger wurde lebenslang gesperrt.
Rudi Altig gewann in Zürich seinen zweiten WM-Titel in der Einerverfolgung, kündigte aber im Gespräch mit Journalisten an, nun auf die Straße wechseln zu wollen.

## Resultate

### Frauen
| Disziplin                | Platz | Land                   | Athlet                 |
| ------------------------ | ----- | ---------------------- | ---------------------- |
| Sprint                   | 1     | Sowjetunion            | Galina Jermolajewa     |
|                          | 2     | Sowjetunion            | Walentina Maximowa     |
|                          | 3     | Vereinigtes Königreich | Jeanne Dunn            |
| Einerverfolgung (3000 m) | 1     | Belgien                | Yvonne Reynders        |
|                          | 2     | Vereinigtes Königreich | Beryl Burton           |
|                          | 3     | Belgien                | Marie-Thérèse Naessens |

### Männer (Profis)
| Disziplin                | Platz | Land           | Athlet                             |
| ------------------------ | ----- | -------------- | ---------------------------------- |
| Sprint                   | 1     | Italien        | Antonio Maspes                     |
|                          | 2     | Frankreich     | Michel Rousseau                    |
|                          | 3     | Belgien        | Jos De Bakker                      |
| Einerverfolgung (5000 m) | 1     | BR Deutschland | Rudi Altig                         |
|                          | 2     | Schweiz        | Willy Trepp                        |
|                          | 3     | Italien        | Leandro Faggin                     |
| Steherrennen (100 km)    | 1     | BR Deutschland | Karl-Heinz Marsell/August Meuleman |
|                          | 2     | Belgien        | Paul Depaepe/Albertus de Graaf     |
|                          | 3     | Schweiz        | Max Meier/Georges Grolimund        |

### Männer (Amateure)
| Disziplin                | Platz | Land                            | Athlet                                |
| ------------------------ | ----- | ------------------------------- | ------------------------------------- |
| Sprint                   | 1     | Italien                         | Sergio Bianchetto                     |
|                          | 2     | Italien                         | Giuseppe Beghetto                     |
|                          | 3     | Australien                      | Ron Baensch                           |
| Einerverfolgung (4000 m) | 1     | Niederlande                     | Henk Nijdam                           |
|                          | 2     | Niederlande                     | Jacob Oudkerk                         |
|                          | 3     | Frankreich                      | Marcel Delattre                       |
| Steherrennen (1 Stunde)  | 1     | Niederlande                     | Leendert van der Meulen/Bruno Walrave |
|                          | 2     | Deutsche Demokratische Republik | Siegfried Wustrow/Erich Zawadski      |
|                          | 3     | Deutsche Demokratische Republik | Georg Stoltze/Fritz Erdenberger       |